# Żyła wypustowa kłykciowa
Żyła wypustowa kłykciowa (łac. vena emissaria condylaris) – w anatomii człowieka jedna z żył wypustowych łączących układy żylne wewnątrz i na zewnątrz czaszki. Żyła wypustowa kłykciowa przechodzi przez kanał kłykciowy znajdujący się w kości potylicznej, stanowiąc połączenie pomiędzy zatoką esowatą a splotem żylnym kręgowym zewnętrznym lub (rzadziej) z żyłą kręgową.